# Imbroskloof
De Imbroskloof (Grieks: Φαράγγι Ίμπρου, Farángi Ímbrou) is een kloof op het Griekse eiland Kreta. De kloof ligt in het gebergte de Lefka Ori, en loopt van het dorpje Imbros op de Askifou-hoogvlakte naar Komitades dat vlak bij de Libische Zee ligt. De lengte is ongeveer zeven kilometer.
De Imbroskloof ligt in de buurt van de beroemdere Samariakloof, oostelijk van de kustplaats Chora Sfakion. Het is na de Samariakloof de meest bezochte kloof van Kreta. Het hoogteverschil is bijna 600 meter. In de kloof groeien verschillende kruiden in het wild, waaronder tijm. De Imbroskloof is het hele jaar door te bezoeken doordat er geen rivier meer doorheen stroomt.
De kloof werd zo'n 30 miljoen jaar geleden gevormd, toen het Kretenzisch klimaat nog tropisch was. Door de hevige regenbuien kon zich zo een zeer erosieve rivier (de Imbro) vormen. Dit proces van insnijden werd versterkt door tektonische opheffingen.